# 青岛公交301路线
青岛公交301路线，是青岛市胶州湾东岸城区的一条公交线。该路线自1994年5月28日起开通运营，途经市南区、市北区和崂山区。

## 路线走向
- 下行：途经四川路、西藏路、郓城北路、费县路、兰山路、中山路、胶州路、热河路立交桥、热河路、辽宁路、台东一路、海信立交桥、胶宁高架路、宁夏路、镇宁立交桥、宁夏路、胶宁高架路、澳柯玛立交桥、宁夏路、香港东路、海兴路、东海东路、宁夏路。
- 上行：途经宁夏路、东海东路、海兴路、香港东路、宁夏路、澳柯玛立交桥、胶宁高架路、宁夏路、镇宁立交桥、宁夏路、海信立交桥、台东一路、辽宁路、热河路、热河路立交桥、胶州路、聊城路、胶州路、中山路、广西路、费县路、西藏路。[參⁠ 2][參⁠ 3][參⁠ 1]

## 停车站点
本路线共设置51个停车站点，其中4个仅单方向停靠（均为单向站）。
| 序号 | 站名             | 下行                          | 下行                          | 上行                          | 上行                          | 换乘地铁             | 备注   |
| 序号 | 站名             | 停车                          | 站位                          | 停车                          | 站位                          | 换乘地铁             | 备注   |
| ---- | ---------------- | ----------------------------- | ----------------------------- | ----------------------------- | ----------------------------- | -------------------- | ------ |
| 1    | 轮渡站           | 向下箭头图形 · 公共汽车的图形 | 四川路/滋阳路                 | 向上箭头图形 · 公共汽车的图形 | 西藏路/滋阳路                 |                      |        |
| 2    | 二十四中站       | 向下箭头图形 · 公共汽车的图形 | 郓城北路/云南路               | 向上箭头图形 · 公共汽车的图形 | 西藏路/濮县路                 | 西镇站（1）          |        |
| 3    | 西镇站           | 向下箭头图形 · 公共汽车的图形 | 费县路/西藏路                 | 向上箭头图形 · 公共汽车的图形 | 西藏路/费县路                 | 西镇站（1）          |        |
| 4    | 费县路火车站     | 向下箭头图形 · 公共汽车的图形 | 费县路/广州路                 | 向上箭头图形 · 公共汽车的图形 | 郯城路/太平路                 | 青岛站（1、3）       | 单向站 |
| 5    | 广西路火车站     |                               |                               | 向上箭头图形 · 公共汽车的图形 | 广西路/蒙阴路                 | 青岛站（1、3）       | 单向站 |
| 6    | 中山路湖南路站   | 向下箭头图形 · 公共汽车的图形 | 中山路/湖南路                 | 向上箭头图形 · 公共汽车的图形 | 中山路/湖南路                 |                      |        |
| 7    | 中山路站         | 向下箭头图形 · 公共汽车的图形 | 胶州路/芝罘路                 | 向上箭头图形 · 公共汽车的图形 | 胶州路/博山路                 | 中山路站（1）        |        |
| 8    | 市立医院站       | 向下箭头图形 · 公共汽车的图形 | 胶州路/长清路                 | 向上箭头图形 · 公共汽车的图形 | 胶州路/长清路                 | 江苏路站（1、4）     |        |
| 9    | 承德路站         | 向下箭头图形 · 公共汽车的图形 | 热河路/承德路                 | 向上箭头图形 · 公共汽车的图形 | 热河路/承德路                 |                      |        |
| 10   | 科技街站         | 向下箭头图形 · 公共汽车的图形 | 辽宁路/桓台路                 | 向上箭头图形 · 公共汽车的图形 | 辽宁路/章丘路                 | 泰山路站（2、4）     |        |
| 11   | 辽宁路华阳路站   | 向下箭头图形 · 公共汽车的图形 | 辽宁路/松山路                 | 向上箭头图形 · 公共汽车的图形 | 辽宁路/曹县路                 |                      |        |
| 12   | 利津路站         | 向下箭头图形 · 公共汽车的图形 | 辽宁路/宁海路                 | 向上箭头图形 · 公共汽车的图形 | 辽宁路/昌乐路                 | 利津路站（2）        |        |
| 13   | 台东站           | 向下箭头图形 · 公共汽车的图形 | 台东一路/辽宁路               | 向上箭头图形 · 公共汽车的图形 | 辽宁路/清和路                 | 台东站（1、2）       |        |
| 14   | 台东一路东光路站 | 向下箭头图形 · 公共汽车的图形 | 台东一路/东光路               | 向上箭头图形 · 公共汽车的图形 | 台东一路/东光路               | 海信桥站（2）        |        |
| 15   | 镇江路站         | 向下箭头图形 · 公共汽车的图形 | 宁夏路/(镇江路-泰州路)        | 向上箭头图形 · 公共汽车的图形 | 宁夏路/泰州路                 |                      |        |
| 16   | 二轻新村站       | 向下箭头图形 · 公共汽车的图形 | 宁夏路/(徐州路-连云港路)      | 向上箭头图形 · 公共汽车的图形 | 宁夏路/(连云港路-徐州路)      |                      |        |
| 17   | 南京路站         | 向下箭头图形 · 公共汽车的图形 | 宁夏路/绍兴路                 | 向上箭头图形 · 公共汽车的图形 | 宁夏路/吴兴路                 | 宁夏路站（3）        |        |
| 18   | 高邮湖路站       | 向下箭头图形 · 公共汽车的图形 | 宁夏路/(高邮湖路-微山湖路)    | 向上箭头图形 · 公共汽车的图形 | 宁夏路/高田路                 |                      |        |
| 19   | 广电大厦站       | 向下箭头图形 · 公共汽车的图形 | 宁夏路/新昌路                 | 向上箭头图形 · 公共汽车的图形 | 宁夏路/仙居路                 |                      |        |
| 20   | 天福苑小区站     | 向下箭头图形 · 公共汽车的图形 | 宁夏路/福州北路               | 向上箭头图形 · 公共汽车的图形 | 宁夏路/福州北路               |                      |        |
| 21   | 逍遥路站         | 向下箭头图形 · 公共汽车的图形 | 宁夏路/大尧三路               | 向上箭头图形 · 公共汽车的图形 | 宁夏路/银川西路               |                      |        |
| 22   | 古田路站         | 向下箭头图形 · 公共汽车的图形 | 宁夏路/古田路                 | 向上箭头图形 · 公共汽车的图形 | 宁夏路/莆田路                 |                      |        |
| 23   | 青岛大学站       | 向下箭头图形 · 公共汽车的图形 | 宁夏路/台北路                 | 向上箭头图形 · 公共汽车的图形 | 宁夏路/仙游路                 | 青岛大学站（5）      |        |
| 24   | 麦岛站           | 向下箭头图形 · 公共汽车的图形 | 宁夏路/香港中路               | 向上箭头图形 · 公共汽车的图形 | 香港东路/宁夏路               | 麦岛路站（2、5）     |        |
| 25   | 青岛大学东院站   | 向下箭头图形 · 公共汽车的图形 | 香港东路/青大路               | 向上箭头图形 · 公共汽车的图形 | 香港东路/青大路               |                      |        |
| 26   | 徐家麦岛站       | 向下箭头图形 · 公共汽车的图形 | 香港东路/海游路               | 向上箭头图形 · 公共汽车的图形 | 香港东路/青大一路             | 海游路站（2）        |        |
| 27   | 王家麦岛站       | 向下箭头图形 · 公共汽车的图形 | 香港东路/海江路               | 向上箭头图形 · 公共汽车的图形 | 香港东路/(海川路-青大三路)    |                      |        |
| 28   | 海川路站         | 向下箭头图形 · 公共汽车的图形 | 香港东路/海川路               |                               |                               | 海川路站（2）        | 单向站 |
| 29   | 海青路站         | 向下箭头图形 · 公共汽车的图形 | 香港东路/海青路               | 向上箭头图形 · 公共汽车的图形 | 香港东路/海青路               |                      |        |
| 30   | 海安路站         | 向下箭头图形 · 公共汽车的图形 | 香港东路/海安路               | 向上箭头图形 · 公共汽车的图形 | 香港东路/海安路               | 海安路站（2）        |        |
| 31   | 山东头站         | 向下箭头图形 · 公共汽车的图形 | 香港东路/(海宁路-东海东路)    | 向上箭头图形 · 公共汽车的图形 | 香港东路/(东海东路-海宁路)    |                      |        |
| 32   | 海尔路站         | 向下箭头图形 · 公共汽车的图形 | 香港东路/海尔路               | 向上箭头图形 · 公共汽车的图形 | 香港东路/海尔路               | 石老人浴场站（2、5） |        |
| 33   | 秦岭路站         |                               |                               | 向上箭头图形 · 公共汽车的图形 | 香港东路/(秦岭路-深圳路)      |                      | 单向站 |
| 34   | 青岛大剧院站     | 向下箭头图形 · 公共汽车的图形 | 香港东路/秦岭路               | 向上箭头图形 · 公共汽车的图形 | 香港东路/云岭路               |                      |        |
| 35   | 松岭路站         | 向下箭头图形 · 公共汽车的图形 | 香港东路/松岭路               | 向上箭头图形 · 公共汽车的图形 | 香港东路/(松岭路-云岭路)      |                      |        |
| 36   | 王家村站         | 向下箭头图形 · 公共汽车的图形 | 香港东路/仙霞岭路             | 向上箭头图形 · 公共汽车的图形 | 香港东路/仙霞岭路             |                      |        |
| 37   | 石老人西站       | 向下箭头图形 · 公共汽车的图形 | 香港东路/银川东路             | 向上箭头图形 · 公共汽车的图形 | 香港东路/银川东路             | 石老人站（15）       |        |
| 38   | 石老人站         | 向下箭头图形 · 公共汽车的图形 | 香港东路/石老人小学西侧无名路 | 向上箭头图形 · 公共汽车的图形 | 香港东路/石老人小学西侧无名路 | 石老人站（15）       |        |
| 39   | 石老人观光园站   | 向下箭头图形 · 公共汽车的图形 | 香港东路/石老人观光园东南门   | 向上箭头图形 · 公共汽车的图形 | 香港东路/石老人观光园东南门   |                      |        |
| 40   | 翡翠花园站       | 向下箭头图形 · 公共汽车的图形 | 崂山路/西姜一路               | 向上箭头图形 · 公共汽车的图形 | 崂山路/西姜一路               |                      |        |
| 41   | 海山学校站       | 向下箭头图形 · 公共汽车的图形 | 崂山路/西姜三路               | 向上箭头图形 · 公共汽车的图形 | 崂山路/西姜三路               |                      |        |
| 42   | 西姜站           | 向下箭头图形 · 公共汽车的图形 | 崂山路/锦绣花园小区西北门     | 向上箭头图形 · 公共汽车的图形 | 崂山路/姜戈庄社区卫生服务站   |                      |        |
| 43   | 姜戈庄站         | 向下箭头图形 · 公共汽车的图形 | 崂山路/崂山支路               | 向上箭头图形 · 公共汽车的图形 | 崂山路/崂山支路               |                      |        |
| 44   | 前海花园站       | 向下箭头图形 · 公共汽车的图形 | 崂山路/法制广场               | 向上箭头图形 · 公共汽车的图形 | 崂山支路/法制广场             |                      |        |
| 45   | 南岭沟站         | 向下箭头图形 · 公共汽车的图形 | 崂山支路/崂山支路             | 向上箭头图形 · 公共汽车的图形 | 崂山支路/崂山支路             |                      |        |
| 46   | 十字路站         | 向下箭头图形 · 公共汽车的图形 | 崂山支路/李沙路               | 向上箭头图形 · 公共汽车的图形 | 崂山路/李沙路                 |                      |        |
| 47   | 沙子口站         | 向下箭头图形 · 公共汽车的图形 | 崂山路/沙子口过街地下通道     | 向上箭头图形 · 公共汽车的图形 | 崂山路/沙子口过街地下通道     | 沙子口站（4）        |        |
| 48   | 沙子口河东站     | 向下箭头图形 · 公共汽车的图形 | 崂山路/沙子口卫生院           | 向上箭头图形 · 公共汽车的图形 | 崂山路/沙子口卫生院           |                      |        |
| 49   | 崂山六中站       | 向下箭头图形 · 公共汽车的图形 | 崂山路/崂山区第六中学         | 向上箭头图形 · 公共汽车的图形 | 崂山路/崂山区第六中学         | 崂山六中站（4）      |        |
| 50   | 崂山书院站       | 向下箭头图形 · 公共汽车的图形 | 崂山路/崂山书院               | 向上箭头图形 · 公共汽车的图形 | 崂山路/崂山书院               |                      |        |
| 51   | 南沙路站         | 向下箭头图形 · 公共汽车的图形 | 崂山路/南沙路                 | 向上箭头图形 · 公共汽车的图形 | 崂山路/南沙路                 | 西登瀛站（4）        |        |

## 运营时间
以下均为当地时间（UTC+8）为准。
- 四川路停车场站（主站）：05:10-21:00
- 麦岛路停车场站（副站）：06:10-22:00

## 票制票价
本路线车辆均为普通车，有人售票累进制。每人次投币RMB ¥ 1。

## 特色服务

### 高考学生专车
301路线在普通高等学校招生全国统一考试（高考）期间每早7:30由轮渡站发出1班次高考学生专车，行驶路线、站点不变，仅限考试学生及送考人员乘坐。专车运行时，前挡风玻璃处放置“高考学生专车”标牌。

## 备注
1. ↑  在不限于本路线的情况下，无同名相反方向行车的站点
2. 1 2  实为山东头东侧无名路
3. ↑   註: